# 椛島光
椛島光（1996年6月8日—），前藝名為花川芽衣、淺倉唯，日本的模特兒、演員、前聲優、前偶像。
數位聲優偶像團體22/7的前成員之一。

## 簡歷

### 花川芽衣
2016年12月24日，在22/7的10,325名申請人中通過了22/7最終的試鏡。試鏡時的編號為 7 號  。
2017年3月1日，因22/7並不會公布成員本名及年齡，於是在SHOWROOM直播「私たちの名付け親になってください」中向大眾募集藝名 。
2017年3月4日，在成員名稱發表的SHOWROOM直播中，公布名稱定為「花川芽衣」。在此之前因為其編號為7號，故皆以「七醬（ななちゃん）」稱呼之 。
2017年5月9日，在角色決定 SHOWROOM直播中正式公布擔任22/7角色齋藤妮可露的聲優。與此同時，也是第一次在公開場合露臉 。
2017年9月20日，22/7的第一首單曲「不曾存在的我」正式出道。
2018年4月，她作为旁白出现在静冈朝日电视台的節目『コピンクス2020 港と僕とトリロジー』中  。
2019年10月，在官方網站公布因為身體狀況不佳，因此需要休養而暫停活動 。
2019年12月，自 10 月開始因身體狀況不佳而暫停活動後，身體並沒有好轉的跡象，因此在官方部落格中宣布了將在今年從22/7畢業 。在24日举行的3周年纪念活动為花川芽衣的最後一次Live。並且於12月28日举行的第4首单曲「何もしてあげられない」的个人握手活动結束後正式從 22/7 中畢業。其擔任的角色齋藤妮可露也改由河瀨詩接替。

### 淺倉唯
2020年12月19日，以「淺倉唯」的名義加入事務所LIBERA，重回演藝圈  。
2022年8月31日，退出LIBERA事務所，改以自由身活動。

### 椛島光
2022年12月30日，再改以「椛島光」的名義加入事務所Across Entertainment，繼續演藝圈活動。

## 人物
- 昵称是「芽芽（めいめい）」、「芽醬（めいちゃん）」。
- 非常喜歡家中飼養的兔子「 のんちゃん」[14]
- 因為對於偶像以及聲優都很想嘗試，因此一知道 22/7 後便馬上決定參與试镜[15] 。
- 爱好是制作糖果、零食[16] 。
- 非常喜歡《回转企鹅罐》，想成为主角高倉陽毬[17]

## 演出作品
※粗體字為主要角色。
关于角色齋藤妮可露參與的作品，请参阅22/7 (企劃)。

### 電視劇
- 假面騎士REVICE（2021年9月5日 - 2022年8月28日，朝日電視台）飾演 阿基蕾拉/夏木花/假面騎士阿基蕾拉(聲)
- 不是因為家人才愛，而是愛的是家人 第6-9話（2023年6月18日 - 7月9日，NHK BS Premium・NHK BS4K）飾演 齊藤可奈
- 窮途末路的我們（2023年6月28日 - 9月13日，東京電視台）飾演 小山内彩
- 元氣囝仔 最終話（2023年9月20日，富士電視台）飾演 Yuna
- 追蹤者遊戲W 職權騷擾的上司是我的前女友（2024年1月8日 - 2月26日，東京電視台）飾演 小松莉莎
- 貞德的審判 第1話（2024年1月12日，東京電視台）飾演 學生
- 太棒了，老師！ 第2-4話（2024年8月25日 - 9月8日，朝日電視台）飾演 石原結衣
- 突如其來的婚姻（2025年1月7日 - 3月25日，日本電視台）飾演 東美香
- ノロイヲアゲル（2025年1月19日 - 3月30日，東京電視台）飾演 矢卷史
- 豈有此理〜蔦重繁華如夢故事〜  第3、4、10話（2025年1月19、1月26日、3月9日，NHK綜合頻道）飾演 常磐木
- 被年下童貞君玩弄了（2025年4月24日 - 6月12日，每日放送）飾演 深澤愛理
- 醫師阿修羅 第7話（2025年5月28日，富士電視台）飾演 小松知香

### 網路劇
- 假面騎士REVICE The Mystery（2022年，TTFC）飾演 阿基蕾拉
- 假面騎士JEANNE&假面騎士AGUILERA with Girls Remix（2022年，TTFC）飾演 夏木花/假面騎士阿基蕾拉(聲)
- 假面騎士JUUGA VS 假面騎士OLTECA（2023年，TTFC）飾演 夏木花
- 職業女友的條件・想和藝人結婚的女性們 第一季（2024年4月23日 ，BUMP）飾演 木本美織
- 職業女友的條件・想和藝人結婚的女性們 第二季（2024年10月9日 ，BUMP）飾演 木本美織
- 情事與事情 第2,6,8話（2024年12月11日、2025年1月8日、1月22日 ，Lemino）飾演 結城愛里紗(大學時期)
- この顔であってる？（2025年3月8日 - 3月13日 ，Show Drama）飾演 星乃由香
- 假面騎士Majade with Girls Remix（2025年5月11日，TTFC）飾演 夏木花/假面騎士阿基蕾拉(聲)

### 電影
- 阿宅的戀愛太難（2020年2月7日）
- 假面騎士 對決！超越新世代（2021年12月17日）飾演 阿基蕾拉
- 劇場版 假面騎士REVICE Battle Familia（2022年7月22日）飾演 夏木花/假面騎士阿基蕾拉(聲)
- 假面騎士GEATS×REVICE MOVIE Battle Royale（2022年12月23日）飾演 夏木花/假面騎士阿基蕾拉(聲)
- 假面騎士REVICE外傳 -- LIVE&EVIL&DEMONS（2023年2月10日）飾演 夏木花

### 電視節目
- コピンクス2020 ～港と僕とトリロジー～ （2018年4月3日 - ，静冈朝日电视台）— 旁白 [18]
- 22/7 計算中（2018年7月7日 - 2019年12月28日）— 齋藤妮可露 [19]

### 綜藝節目
- 神之舌 (2021年11月20日)
- あざとくて何が悪いの?(2021年12月11日)
- ヒルナンデス (2022年1月17日)
- カズレーザーと学ぶ。 (2025年2月25日、4月15日，日本電視台）

### 廣播劇
- 女優めし 第1話(2022年8月4日、YouTube）飾演 和泉撫子

### 廣告
- IntloopDX(2022年1月10日）
- ZEN大学発表会
  - 西村博之篇 (2023年6月5日）
  - GACKT篇（2023年6月6日）
- 日本環球影城 環球Prime年票(2023年9月18日）
- ドット勇者 2024年新年特別活動（2023年12月28日、Efun Company Limited）
- Contact EARTH「世界各地的知識盡在你的手中」（2024年4月8日、Strategy Tec Consulting）
- 濟州航空「您的「興奮」、交給濟州航空吧」（2024年10月17日、Jeju Air）

### 音樂/MV
- 「Riot in bloom」(2022年8月22日)

- go!go!vanillas 「Convenience Love」（2023年10月25日）

- 九堂凜音 with Girls Remix 「Go As ONE」（2025年5月11日,5月20日)

### 廣播
- 22/7 除不盡的廣播（2017年4月23日 - 2018年7月1日 不定期，超！A&G+）[20]

### 寫真集
- 1st寫真集『chouchou』（2024年12月11日、集英社）ISBN 978-4-08-790185-6